# Reino de Württemberg
O Reino de Württemberg (alemão: Königreich Württemberg) foi um estado que existiu de 1805 a 1918, estava localizado no atual estado de Baden-Württemberg, Alemanha. O Reino de Württemberg foi uma continuação do Ducado de Württemberg.

## Geografia
As fronteiras do Reino de Württemberg, como definidas em 1813, estavam situadas entre 47° 34' e 49° 35' norte e 8° 15' e 10° 30' leste. A maior distância de norte a sul era 225 km e de leste a oeste 160 km. Suas fronteiras possuíam uma extensão total de 1800 km. A área total do estado era 19508 km²
Fazia fronteira a leste com a Baviera, e dos outros três lados com Baden, com exceção de uma faixa ao sul, onde o reino fazia fronteira com Hohenzollern e o Lago Constança.